# Vent'anni (Måneskin)
Vent'anni è un singolo del gruppo musicale italiano Måneskin, pubblicato il 30 ottobre 2020 come primo estratto dal secondo album in studio Teatro d'ira - Vol. I.

## Descrizione
Il brano è stato composto dal gruppo a Londra nella primavera del 2020, nel pieno delle misure di confinamento imposte a causa della pandemia di COVID-19. Il testo, scritto dal frontman Damiano David, affronta le ansie e le frustrazioni dei ragazzi della loro generazione, mentre dal punto di vista musicale è una power ballad melodica.

## Video musicale
Il video, diretto da Giulio Rosati, è stato reso disponibile il 6 novembre 2020 attraverso il canale YouTube del gruppo.

## Tracce
Testi e musiche di Damiano David, Victoria De Angelis, Thomas Raggi e Ethan Torchio.
1. Vent'anni – 4:13

## Formazione
Gruppo
- Damiano David – voce
- Victoria De Angelis – basso
- Thomas Raggi – chitarra
- Ethan Torchio – batteria

Produzione
- Fabrizio Ferraguzzo – produzione
- Måneskin – produzione
- Enrico La Falce – registrazione, missaggio, mastering
- Luca Pellegrini – registrazione
- Enrico Brun – produzione aggiuntiva

## Classifiche

### Classifiche settimanali
| Classifica (2020-21) | Posizione massima |
| -------------------- | ----------------- |
| Grecia               | 14                |
| Italia               | 12                |
| Lituania             | 9                 |
| Portogallo           | 112               |

### Classifiche di fine anno
| Classifica (2021) | Posizione |
| ----------------- | --------- |
| Italia            | 73        |